# Кастильо Эрнандес, Лукас Гильермо
Лукас Гильермо Кастильо Эрнандес (исп. Lucas Guillermo Castillo Hernández, 10 февраля 1879 год, San Casimiro de Güiripa, Арагуа, Венесуэла — 9 сентября 1955 года, Каракас, Венесуэла) — католический прелат, первый епископ Коро с 22 ноября 1923 года по 10 ноября 1939 год, архиепископ Каракаса с 13 мая 1946 года по 9 сентября 1955 год.

## Биография
Родился 10 февраля 1879 года в населённом пункте San Casimiro de Güiripa, Арагуа, Венесуэла. После обучения в семинарии был рукоположен 15 января 1905 года в священника. С 20 сентября 1908 года служил настоятелем в приходе города San Casimiro de Güiripa. Эту должность исполнял в течение 15 лет.
22 июня 1923 года Римский папа Пий XI назначил Лукаса Гильермо Кастильо Эрнандеса новообразованной епархии Коро. 21 октября 1923 года состоялось рукоположение Лукаса Гильермо Кастильо Эрнандеса в епископа, которое совершил апостольский нунций в Венесуэле архиепископ Филиппо Кортези в сослужении с епископом Калабосо Артуро Селестино Альваресом и епископом Куманы Сиксто Соса Диасом.
10 ноября 1939 года Римский папа Пий XII назначил Лукаса Гильермо Кастильо Эрнандеса вспомогательным епископом архиепархии Каракаса и титулярным епископом Ризеума. 13 мая 1946 года Римский папа Пий XII назначил Лукаса Гильермо Кастильо Эрнандеса архиепископом Каракаса.
Скончался 9 сентября 1955 года.